# فريمونت (نيويورك)
فريمونت (بالإنجليزية: Fremont, Steuben County, New York)‏ هي بلدة أمريكية تقع في الولايات المتحدة في مقاطعة ستوبين، نيويورك. يقدر عدد سكانها بـ 964 نسمة ومساحتها 83.8 كم2 وترتفع عن سطح البحر 532 متر.